# Veikkausliiga 2024
La temporada 2024 fue la edición número 94 de la Veikkausliiga. La temporada comenzó el 6 de abril y finalizó el 19 de octubre.
El campeón defensor es el HJK Helsinki.

## Formato
Los 12 equipos participantes jugarán entre sí todos contra todos dos veces totalizando 22 partidos cada uno, al término de la fecha 22, los 6 primeros clasificados pasarán al grupo campeonato y los 6 restantes pasarán al grupo descenso.
En el grupo campeonato los 6 equipos jugarán entre sí todos contra todos una vez totalizando 27 partidos cada uno, al término de la fecha 27, el primer clasificado se coronará campeón y obtendrá un cupo para la primera ronda de la Liga de Campeones de la UEFA 2025-26, mientras que el segundo conseguirá un cupo para la primera ronda de la Liga Europa Conferencia de la 2025-26, el último cupo a dicho torneo será establecido mediante play-offs clasificatorios.
En el grupo descenso los 6 equipos jugarán entre sí todos contra todos una vez totalizando 27 partidos cada uno, al término de la fecha 27, el penúltimo clasificado jugará el play-off por la permanencia contra el subcampeón de la Ykkönen 2024 por un lugar en la próxima temporada y el último clasificado descendierá directamente a la Ykkönen 2025.
Un tercer cupo para la primera ronda de la Liga Europa Conferencia de la 2025-26 será asignado al campeón de la Copa de Finlandia.

## Ascensos y descensos
| Pos. | Descendidos de la Veikkausliiga 2023 |
| ---- | ------------------------------------ |
| 6.º  | Honka (Descendido a Kakkonen)        |
| 12.º | KTP                                  |

| Pos. | Ascendidos de la Ykkönen 2023 |
| ---- | ----------------------------- |
| 1.º  | Ekenäs                        |
| 2.º  | Gnistan                       |

## Equipos participantes
| Equipo        | Ciudad      | Estadio              | Capacidad |
| ------------- | ----------- | -------------------- | --------- |
| Ekenäs        | Ekenäs      | Ekenäs Centrumplan   | 1900      |
| Gnistan       | Helsinki    | Mustapekka Areena    | 1100      |
| Haka          | Valkeakoski | Tehtaan kenttä       | 3516      |
| HJK           | Helsinki    | Bolt Arena           | 10 776    |
| Ilves         | Tampere     | Estadio Tampere      | 16 800    |
| Inter Turku   | Turku       | Veritas Stadion      | 9300      |
| KuPS          | Kuopio      | Väre Areena          | 5000      |
| Lahti         | Lahti       | Lahden Stadion       | 14 500    |
| IFK Mariehamn | Mariehamn   | Wiklöf Holding Arena | 4000      |
| Oulu          | Oulu        | Raatti Stadion       | 6000      |
| SJK           | Seinäjoki   | OmaSP Stadion        | 6000      |
| VPS           | Vaasa       | Hietalahti Stadion   | 6000      |

## Temporada regular

### Tabla de posiciones
| Pos. | Equipo        | Pts. | PJ | G  | E  | P  | GF | GC | Dif. | Clasificación 2024 |
| ---- | ------------- | ---- | -- | -- | -- | -- | -- | -- | ---- | ------------------ |
| 1    | KuPS          | 44   | 22 | 13 | 5  | 4  | 39 | 22 | +17  | Grupo Campeonato   |
| 2    | HJK           | 43   | 22 | 13 | 4  | 5  | 41 | 21 | +20  | Grupo Campeonato   |
| 3    | Ilves         | 39   | 22 | 11 | 6  | 5  | 45 | 25 | +20  | Grupo Campeonato   |
| 4    | SJK           | 36   | 22 | 10 | 6  | 6  | 40 | 33 | +7   | Grupo Campeonato   |
| 5    | Haka          | 35   | 22 | 10 | 5  | 7  | 35 | 32 | +3   | Grupo Campeonato   |
| 6    | VPS           | 32   | 22 | 9  | 5  | 8  | 34 | 36 | −2   | Grupo Campeonato   |
| 7    | Inter Turku   | 31   | 22 | 9  | 4  | 9  | 38 | 29 | +9   | Grupo Descenso     |
| 8    | Gnistan       | 30   | 22 | 8  | 6  | 8  | 32 | 34 | −2   | Grupo Descenso     |
| 9    | Oulu          | 21   | 22 | 5  | 6  | 11 | 26 | 36 | −10  | Grupo Descenso     |
| 10   | IFK Mariehamn | 20   | 22 | 5  | 5  | 12 | 20 | 38 | −18  | Grupo Descenso     |
| 11   | Lahti         | 19   | 22 | 3  | 10 | 9  | 26 | 38 | −12  | Grupo Descenso     |
| 12   | Ekenäs        | 13   | 22 | 3  | 4  | 15 | 19 | 51 | −32  | Grupo Descenso     |

Actualizado a los partidos jugados el 1 de septiembre de 2024.
 Fuente: Veikkausliiga, SoccerWay

### Resultados
| Local \ Visitante | EKN | GNI | HAK | HJK | ILV | INT | KPS | LAH | MAR | OUL | SJK | VPS |
| ----------------- | --- | --- | --- | --- | --- | --- | --- | --- | --- | --- | --- | --- |
| Ekenäs            |     | 1–0 | 1–2 | 0–3 | 0–2 | 0–7 | 1–2 | 1–1 | 1–2 | 1–1 | 1–1 | 1–2 |
| Gnistan           | 1–2 |     | 0–3 | 0–4 | 1–1 | 2–1 | 0–0 | 2–1 | 2–1 | 2–0 | 0–1 | 3–0 |
| Haka              | 2–1 | 1–2 |     | 1–1 | 4–3 | 0–0 | 2–2 | 1–1 | 2–0 | 4–3 | 2–0 | 1–2 |
| HJK               | 0–0 | 1–0 | 2–0 |     | 1–1 | 1–0 | 3–1 | 4–0 | 2–1 | 3–0 | 4–1 | 1–2 |
| Ilves             | 5–0 | 4–6 | 5–0 | 3–0 |     | 3–0 | 1–2 | 0–0 | 2–0 | 3–2 | 2–2 | 3–2 |
| Inter Turku       | 2–1 | 2–2 | 3–1 | 0–1 | 0–2 |     | 1–1 | 3–0 | 3–0 | 3–3 | 3–0 | 3–1 |
| KuPS              | 4–1 | 3–1 | 0–1 | 3–1 | 1–0 | 1–2 |     | 1–0 | 3–0 | 4–1 | 2–1 | 2–1 |
| Lahti             | 4–0 | 3–3 | 1–1 | 2–1 | 2–2 | 0–2 | 0–1 |     | 3–0 | 1–2 | 0–4 | 0–0 |
| IFK Mariehamn     | 3–2 | 1–1 | 0–3 | 1–2 | 0–1 | 3–1 | 2–2 | 0–0 |     | 2–1 | 0–4 | 0–0 |
| Oulu              | 2–0 | 1–1 | 0–1 | 1–0 | 0–1 | 1–0 | 1–0 | 2–2 | 1–1 |     | 1–2 | 1–2 |
| SJK               | 3–1 | 0–1 | 1–0 | 3–3 | 1–0 | 5–1 | 1–1 | 5–5 | 0–2 | 2–1 |     | 3–1 |
| VPS               | 2–3 | 3–2 | 3–2 | 1–3 | 1–1 | 3–1 | 1–3 | 3–0 | 2–1 | 1–1 | 1–1 |     |

## Grupo Campeonato

### Tabla de posiciones
| Pos. | Equipo   | Pts. | PJ | G  | E | P  | GF | GC | Dif. | Clasificación 2025-26                                 |
| ---- | -------- | ---- | -- | -- | - | -- | -- | -- | ---- | ----------------------------------------------------- |
| 1    | KuPS (C) | 56   | 27 | 17 | 5 | 5  | 46 | 24 | +22  | Primera ronda clasificatoria de Liga de Campeones     |
| 2    | Ilves    | 54   | 27 | 16 | 6 | 5  | 56 | 27 | +29  | Primera ronda clasificatoria de Liga Europa           |
| 3    | HJK      | 45   | 27 | 13 | 6 | 8  | 44 | 27 | +17  | Primera ronda clasificatoria de Liga Conferencia      |
| 4    | SJK      | 40   | 27 | 11 | 7 | 9  | 46 | 44 | +2   | Play-offs (final) para la Liga Conferencia            |
| 5    | VPS      | 39   | 27 | 11 | 6 | 10 | 43 | 45 | −2   | Play-offs (cuartos de final) para la Liga Conferencia |
| 6    | Haka     | 38   | 27 | 11 | 5 | 11 | 40 | 43 | −3   | Play-offs (cuartos de final) para la Liga Conferencia |

 Fuente: Veikkausliiga

## Grupo Descenso

### Tabla de posiciones
| Pos. | Equipo        | Pts. | PJ | G  | E  | P  | GF | GC | Dif. | Descenso                                      |
| ---- | ------------- | ---- | -- | -- | -- | -- | -- | -- | ---- | --------------------------------------------- |
| 1    | Inter Turku   | 41   | 27 | 12 | 5  | 10 | 46 | 34 | +12  | Play-offs (cuartos de final) Liga Conferencia |
| 2    | Gnistan       | 37   | 27 | 10 | 7  | 10 | 40 | 43 | −3   | Play-offs (cuartos de final) Liga Conferencia |
| 3    | Oulu          | 28   | 27 | 7  | 7  | 13 | 32 | 40 | −8   |                                               |
| 4    | IFK Mariehamn | 26   | 27 | 7  | 5  | 15 | 27 | 44 | −17  |                                               |
| 5    | Lahti (D)     | 24   | 27 | 4  | 12 | 11 | 31 | 47 | −16  | Play-off por la permanencia                   |
| 6    | Ekenäs (D)    | 19   | 27 | 4  | 7  | 16 | 24 | 57 | −33  | Segunda División                              |

 Fuente: Veikkausliiga

## Play-offs para la Liga Conferencia

### Cuadro de desarrollo
|  | Primera ronda         | Primera ronda         | Primera ronda         |         |       | Semifinal             | Semifinal             | Semifinal             |  |   | Final                                                       | Final                                                       | Final                                                       | Final                                                       | Final                                                       |  |
|  | 23 de octubre de 2024 | 23 de octubre de 2024 | 23 de octubre de 2024 |         |       | 26 de octubre de 2024 | 26 de octubre de 2024 | 26 de octubre de 2024 |  |   | 30 de octubre de 2024 (ida) 2 de noviembre de 2024 (vuelta) | 30 de octubre de 2024 (ida) 2 de noviembre de 2024 (vuelta) | 30 de octubre de 2024 (ida) 2 de noviembre de 2024 (vuelta) | 30 de octubre de 2024 (ida) 2 de noviembre de 2024 (vuelta) | 30 de octubre de 2024 (ida) 2 de noviembre de 2024 (vuelta) |  |
|  |                       |                       |                       |         |       |                       |                       |                       |  |   |                                                             |                                                             |                                                             |                                                             |                                                             |  |
|  |                       |                       |                       |         |       |                       |                       |                       |  |   |                                                             |                                                             |                                                             |                                                             |                                                             |  |
|  | 6                     | Haka                  | 2                     |         |       |                       |                       |                       |  |   |                                                             |                                                             |                                                             |                                                             |                                                             |  |
|  | 6                     | Haka                  | 2                     |         |       |                       |                       |                       |  |   |                                                             |                                                             |                                                             |                                                             |                                                             |  |
|  | 7                     | Inter Turku           | 1                     |         |       |                       |                       |                       |  |   |                                                             |                                                             |                                                             |                                                             |                                                             |  |
|  | 7                     | Inter Turku           | 1                     |         | 6     | Haka (p)              | 3 (4)                 |                       |  |   |                                                             |                                                             |                                                             |                                                             |                                                             |  |
|  |                       |                       |                       |         | 6     | Haka (p)              | 3 (4)                 |                       |  |   |                                                             |                                                             |                                                             |                                                             |                                                             |  |
|  |                       |                       | 8                     | Gnistan | 3 (3) |                       |                       |                       |  |   |                                                             |                                                             |                                                             |                                                             |                                                             |  |
|  | 5                     | VPS                   | 8                     | Gnistan | 3 (3) | 0                     |                       |                       |  |   |                                                             |                                                             |                                                             |                                                             |                                                             |  |
|  | 5                     | VPS                   |                       |         |       |                       |                       |                       |  |   |                                                             |                                                             |                                                             |                                                             |                                                             |  |
|  | 8                     | Gnistan               | 1                     |         |       |                       |                       |                       |  |   |                                                             |                                                             |                                                             |                                                             |                                                             |  |
|  | 8                     | Gnistan               | 1                     |         |       |                       |                       |                       |  | 4 | SJK                                                         | 2                                                           | 2                                                           | 4                                                           |                                                             |  |
|  |                       |                       |                       |         |       |                       |                       |                       |  | 4 | SJK                                                         | 2                                                           | 2                                                           | 4                                                           |                                                             |  |
|  |                       |                       | 6                     | Haka    | 1     | 2                     | 3                     |                       |  |   |                                                             |                                                             |                                                             |                                                             |                                                             |  |
|  |                       |                       | 6                     | Haka    | 1     | 2                     | 3                     |                       |  |   |                                                             |                                                             |                                                             |                                                             |                                                             |  |
|  |                       |                       |                       |         |       |                       |                       |                       |  |   |                                                             |                                                             |                                                             |                                                             |                                                             |  |
|  |                       |                       |                       |         |       |                       |                       |                       |  |   |                                                             |                                                             |                                                             |                                                             |                                                             |  |
|  |                       |                       |                       |         |       |                       |                       |                       |  |   |                                                             |                                                             |                                                             |                                                             |                                                             |  |
|  |                       |                       |                       |         |       |                       |                       |                       |  |   |                                                             |                                                             |                                                             |                                                             |                                                             |  |
|  |                       |                       |                       |         |       |                       |                       |                       |  |   |                                                             |                                                             |                                                             |                                                             |                                                             |  |
|  |                       |                       |                       |         |       |                       |                       |                       |  |   |                                                             |                                                             |                                                             |                                                             |                                                             |  |
|  |                       |                       |                       |         |       |                       |                       |                       |  |   |                                                             |                                                             |                                                             |                                                             |                                                             |  |
|  |                       |                       |                       |         |       |                       |                       |                       |  |   |                                                             |                                                             |                                                             |                                                             |                                                             |  |
|  |                       |                       |                       |         |       |                       |                       |                       |  |   |                                                             |                                                             |                                                             |                                                             |                                                             |  |
|  |                       |                       |                       |         |       |                       |                       |                       |  |   |                                                             |                                                             |                                                             |                                                             |                                                             |  |

### Primera ronda
| 23 de octubre de 2024 | VPS | 0:1 (0:0) | Gnistan          | Lemonsoft Stadion, Vaasa   |                            |
| 18:00                 |     | Reporte   | 78' Penninkangas | Árbitro(s): Joona Manninen | Árbitro(s): Joona Manninen |

| 23 de octubre de 2024 | Haka                           | 2:1 (0:1, 1:0) (t. s.) | Inter Turku | Tehtaan kenttä, Valkeakoski |                           |
| 18:00                 | Olusanya 73' · Bah-Traoré 114' | Reporte                | 40' Botué   | Árbitro(s): Dennis Antamo   | Árbitro(s): Dennis Antamo |

### Semifinal
| 26 de octubre de 2024 | Haka                                                 | 3:3 (1:0, 1:1) (4:3 p.)    | Gnistan                                           | Tehtaan kenttä, Valkeakoski |                           |
| 17:00                 | Olusanya 32' · Whyte 89' · Nícolas 115'              | Reporte                    | 68' Väyrynen · 83' Heiskanen · 108' Latonen       | Árbitro(s): Peiman Simani   | Árbitro(s): Peiman Simani |
|                       |                                                      | Tiros desde el punto penal |                                                   |                             |                           |
|                       | Lanquedoc · Mastokangas · Olusanya · Nícolas · Whyte |                            | Väyrynen · Pyyskänen · Eremenko · Kabashi · Tatar |                             |                           |

### Final
| 30 de octubre de 2024 | Haka     | 1:2 (0:1) | SJK                     | Tehtaan kenttä, Valkeakoski |                         |
| 18:00                 | Fall 66' | Reporte   | 45' Streng · 80' Moreno | Árbitro(s): Joni Hyytiä     | Árbitro(s): Joni Hyytiä |

| 2 de noviembre de 2024                                                 | SJK                     | 2:2 (1:0) (Global 4:3) | Haka                             | OmaSP Stadion, Seinäjoki   |                            |
| 14:30                                                                  | Fati 35' · Paananen 88' | Reporte                | 90+1' Lanquedoc · 90+3' Olusanya | Árbitro(s): Oliver Reitala | Árbitro(s): Oliver Reitala |
| SJK clasificó a la primera ronda de la Liga Europa Conferencia 2025-26 |                         |                        |                                  |                            |                            |

## Play-off por la permanencia
| Ida; 23 de octubre de 2024 | Jaro                     | 2:0 (1:0) | Lahti | Jakobstads Centralplan, Jakobstad |                            |
| 18:30                      | Crona 35' · Eremenko 52' | Reporte   |       | Árbitro(s): Petri Viljanen        | Árbitro(s): Petri Viljanen |

| Vuelta; 27 de octubre de 2024 | Lahti         | 1:0 (0:0) (Global 1:2) | Jaro | Lahden stadion, Lahti         |                               |
| 16:00                         | Luquinhas 56' | Reporte                |      | Árbitro(s): Mohammad Al Emara | Árbitro(s): Mohammad Al Emara |

- FF Jaro Pietarsaari ganó el play-off con un marcador global 1-2 por lo que ascendió a la Veikkausliiga, mientras que el FC Lahti descendió a la Ykkönen.

## Máximos goleadores
- Actualizado el 19 de octubre de 2024[4]

| Pos. | Jugador         | Club          | Goles |
| ---- | --------------- | ------------- | ----- |
| 1    | Ashley Coffey   | Oulu          | 12    |
| 1    | Jaime Moreno    | SJK           | 12    |
| 3    | Roope Riski     | Ilves         | 12    |
| 3    | Adam Larsson    | IFK Mariehamn | 12    |
| 5    | Mads Borchers   | VPS           | 10    |
| 5    | Santeri Haarala | Ilves         | 10    |
| 5    | Joakim Latonen  | Gnistan       | 10    |